# Kirche Bottenhorn

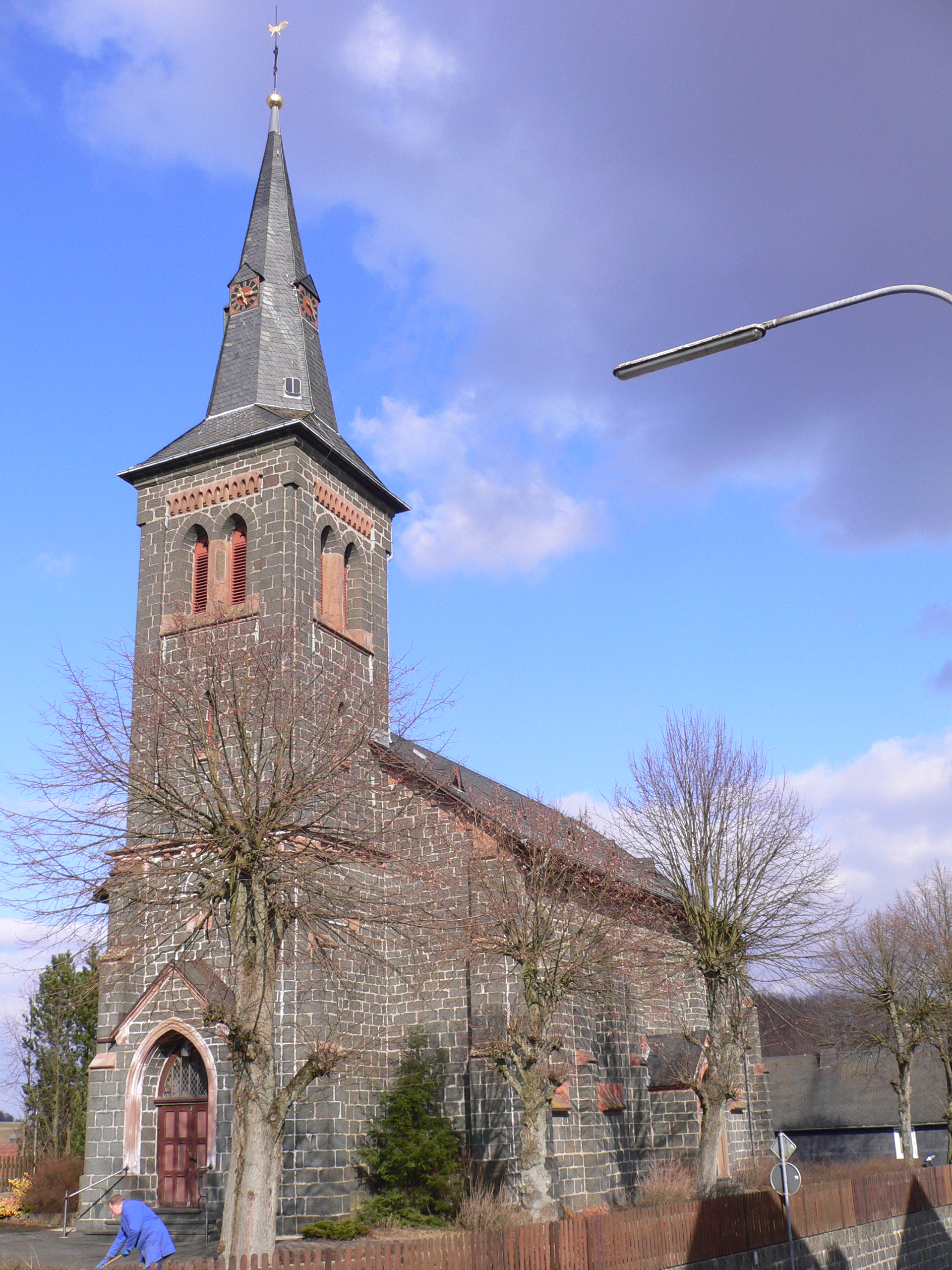
Kirche Bottenhorn

Kirche Bottenhorn ist ein Kirchengebäude in Bottenhornim Hessischen Hinterland. Die Kirchengemeinde gehört zum Dekanat Biedenkopf-Gladenbach in der Propstei Nord-Nassau der Evangelischen Kirche in Hessen und Nassau.

## Beschreibung
Die neugotische Saalkirche mit einem Chor mit 5/8-Schluss wurde ab 1885 nach einem Entwurf von Bauinspektor Cramer erbaut und am 23. Oktober 1887 eingeweiht. Außen ist sie mit Diabas verkleidet. Der Kirchturm hat einen achtseitigen, schiefergedeckten, spitzen Helm. Sein oberstes Geschoss beherbergt hinter den als Biforien gestalteten Klangarkaden den Glockenstuhl. Der Chor ist mit einem Kreuzrippengewölbe überspannt. Das Kirchenschiff hat einen offenen Dachstuhl. 
Die Kirchenausstattung und die Ausmalung stammen aus der Bauzeit. Die Orgel mit 22 Registern, zwei Manualen und einem Pedal wurde 1916 von der Orgelbau Weigle errichtet.